# Ibrahim Rugova
Ibrahim Rugova (Cerrcë, 2 dicembre 1944 – Pristina, 21 gennaio 2006) è stato un politico e scrittore kosovaro.
È stato il primo presidente della riconosciuta Repubblica Albanese del Kosovo (Republika Shqiptare e Kosovës), leader politico che ha portato avanti una lotta popolare per l'indipendenza dall'ex Jugoslavia, sostenendo una resistenza pacifica.
Grazie al suo ruolo nella storia del Kosovo, Rugova è stato soprannominato "Padre della Nazione" e "Gandhi dei Balcani", assegnato, tra gli altri, del Premio Sakharov per la libertà di pensiero e postumo dichiarato "Eroe del Kosovo".

## Biografia
Nativo del villaggio di Cerrcë, divenne il primo presidente del Kosovo, nonché fondatore e guida del partito "Lega democratica del Kosovo" (LDK, il principale partito kosovaro).
Primo tra gli interlocutori presso i paesi occidentali, Rugova portò avanti la propria lotta per l'indipendenza del Kosovo con metodi non violenti: per questo fu soprannominato il Gandhi dei Balcani, ma divenne oggetto di aspre critiche e talora di minacce alla sua sicurezza da parte dell'UÇK. Per la sua azione diplomatica, riconosciuta dai maggiori governi occidentali, fu premiato nel 1998 con il premio alla libertà di pensiero intitolato ad Andrej Sakharov.

Imam celebrano il funerale di Ibrahim Rugova.

È deceduto la notte del 21 gennaio 2006 per le conseguenze di un tumore ai polmoni che gli era stato diagnosticato nel settembre 2005 ed è stato sepolto secondo rito musulmano sunnita.
Secondo alcune testimonianze, ci sarebbe stato da parte di Rugova un interesse per il cattolicesimo. Il suo "confessore" albanese, il reverendo Lush Gjergji, ha raccontato in un'intervista che Rugova avrebbe incontrato prima di morire il cardinale Angelo Scola e avrebbe chiesto i sacramenti. Queste testimonianze non sarebbero però state confermate né dalla famiglia né da alcuna altra fonte attendibile, e una delle persone più vicine a Rugova, Sabri Hamiti, ha negato che Rugova si sia convertito al cristianesimo, asserendo che si sia sempre identificato nell'Islam. Don Shan Zefi, uno dei massimi rappresentanti della Chiesa cattolica in Kosovo, in un'intervista, nutriva seri dubbi che Rugova si fosse convertito al cattolicesimo, asserendo che non ci sarebbe stata evidenza di alcuna conversione o di un battesimo. 
Ebbe un funerale di Stato, seguito da rito musulmano celebrato da un gruppo di imam. La sua tomba è orientata verso la Mecca, secondo la tradizione islamica.
La sua morte è sopraggiunta a breve distanza dall'inizio dei colloqui, a Vienna, tra le autorità serbe e albanesi sullo status del Kosovo, amministrato dalle Nazioni Unite dal giugno del 1999. Tali incontri sono stati conseguentemente rinviati.